# Rhodanien (trein)
De Rhodanien was een internationale trein op het traject Genève - Marseille. De Rhodanien is genoemd naar het Rhônedal waar de trein doorheen rijdt. De trein werd in 1964 in die nstregeling opgenomen. De dienst werd gestart met RGP 825 treinstellen die waren vrijgekomen bij de omschakeling, van de TEE treinen tussen Parijs en Amsterdam, op getrokken materieel. Hoewel de trein internationaal reed en ook TEE materieel gebruikte werd ze niet meteen als TEE gekwalificeerd.

## Trans Europ Express
In 1971 werd omgeschakeld op getrokken materieel en werd de Rhodanien in het TEE-net opgenomen. Hierbij werd ook het noordelijke eindpunt gewijzigd van Genève in Parijs zodat er sprake was van een binnenlandse TEE.

## Rollend materieel
De trein bestond uit Inox-rijtuigen type Mistral69 van de SNCF. Deze laatste versie van de Inox-rijtuigen had een servicerijtuig met daarin een bar, een kiosk, een kapper en een secretariaatsdienst

## Route en dienstregeling
| PM    | land      | station              | km  | MP    |
| ----- | --------- | -------------------- | --- | ----- |
| 17:25 | Frankrijk | Parijs Gare de Lyon  | 0   | 13:55 |
| 21:11 | Frankrijk | Lyon Perrache        | 512 | 10:12 |
| 22:07 | Frankrijk | Valence              | 617 | 09:13 |
| 23:02 | Frankrijk | Avignon              | 742 | 08:14 |
| 23:59 | Frankrijk | Marseille St Charles | 863 | 07:15 |